# George Balanchine
Giorgij Balančivadze, poznatiji na Zapadu i u svijetu pod imenom George Balanchine, (Sankt-Peterburg, 22. siječnja 1904. – New York, 30. travnja 1983.) je bio ruski baletni koreograf gruzijskog porijekla.
Balančivadze je jedan od najvećih koreografa 20. stoljeća, te jedan od osnivača američkog baleta. Njegov rad izgradio je "most" između klasičnog i modernog baleta.
Poznat je kao jedan od osnivača Njujorškog gradskog baleta gdje je radio kao umjetnički direktor 35 godina.